# Cratere Domitia
Domitia è un cratere sulla superficie di 4 Vesta.